# Maisons médiévales de La Réole
Les maisons médiévales de La Réole sont des maisons d'habitation urbaine situées sur la commune de La Réole, dans le département de la Gironde, en France.

## Localisation
Les maisons sont situées entre la rue André-Bénac et l'avenue Jean-Delsol, en centre-ville. Les façades ouest de ces maisons, aux numéros 27 et 29 de la rue Bénac, d'ailleurs très pentue, ont l'apparence de maisons de ville. Sur l'avenue Delsol cependant, elles présentent une façade commune qui est celle d'une construction ancienne communément dénommée L'Arsenal ou La Grande École. 

## Historique
Sur l'avenue Jean-Delsol, la partie basse de l'édifice date du XIIIe siècle et faisait partie des premières enceintes de la ville. Autrefois, en lieu et place de l'actuelle avenue, se trouvait un cours d'eau, le Pimpin dont le vallon servit longtemps de ligne de défense orientale pour la cité. La partie haute, celle comportant des fenêtres, date du XVe siècle. La destination du bâtiment est incertaine. Il est dit qu'il aurait servi d'arsenal mais aussi qu'il fut utilisé comme école pour les enfants de bourgeois de la ville. Il est possible que ces deux usages aient été consécutifs. Les maisons sont classées au titre des monuments historiques par arrêté du 15 janvier 2004 après avoir été simplement inscrites en 2002.

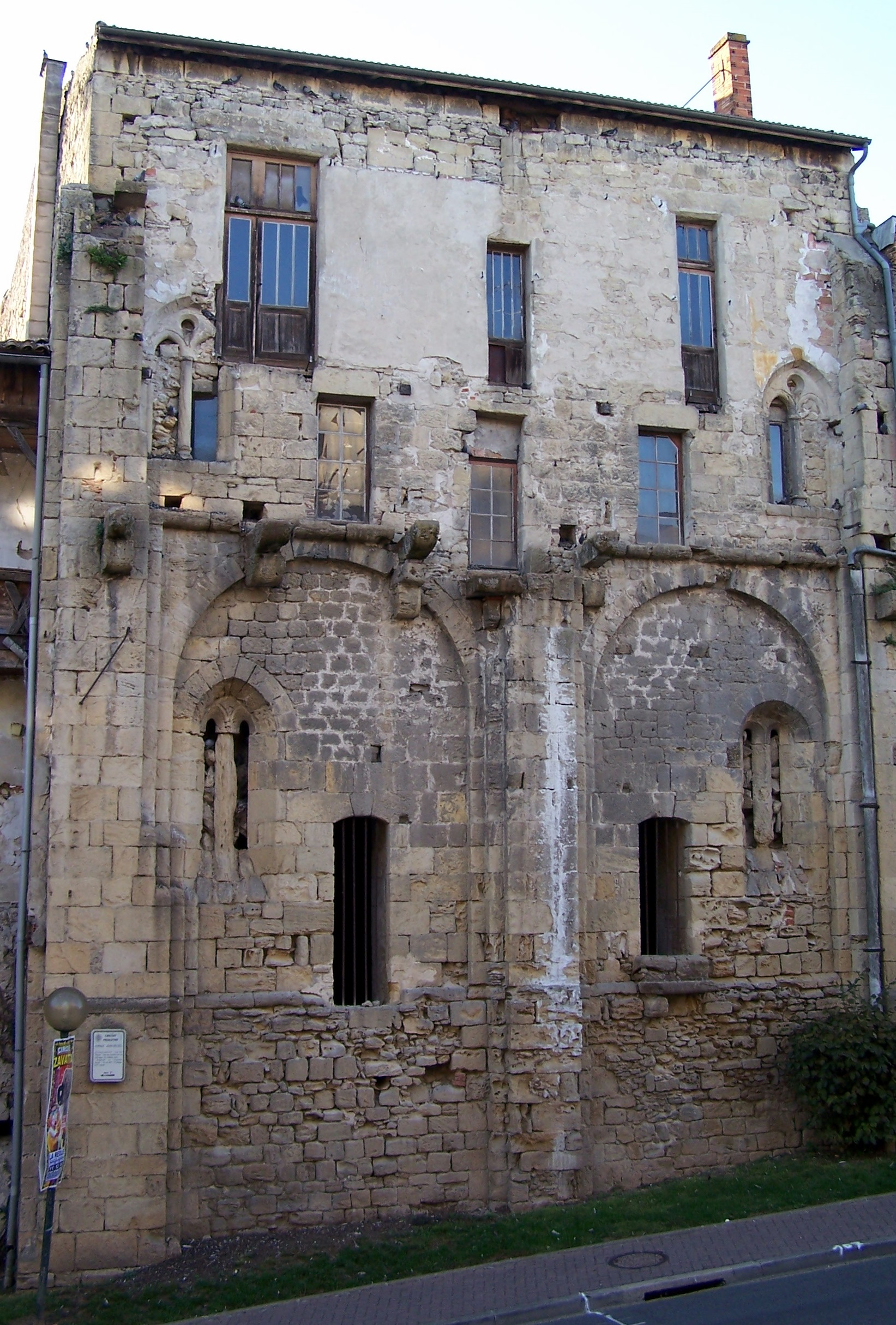
Vue de face de l'Arsenal avenue Jean-Delsol (sept. 2011)
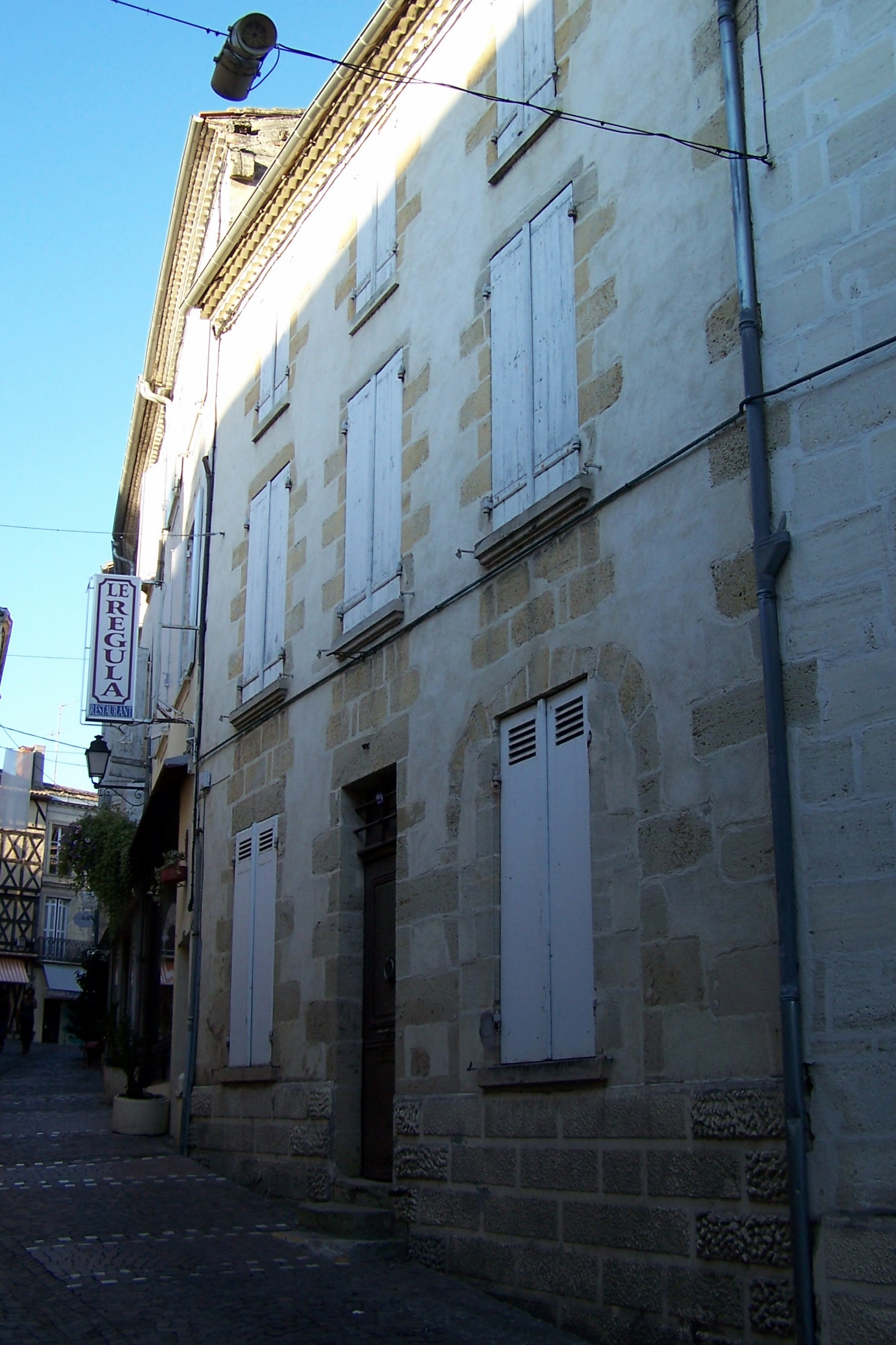
27 rue André-Bénac (sept. 2011)
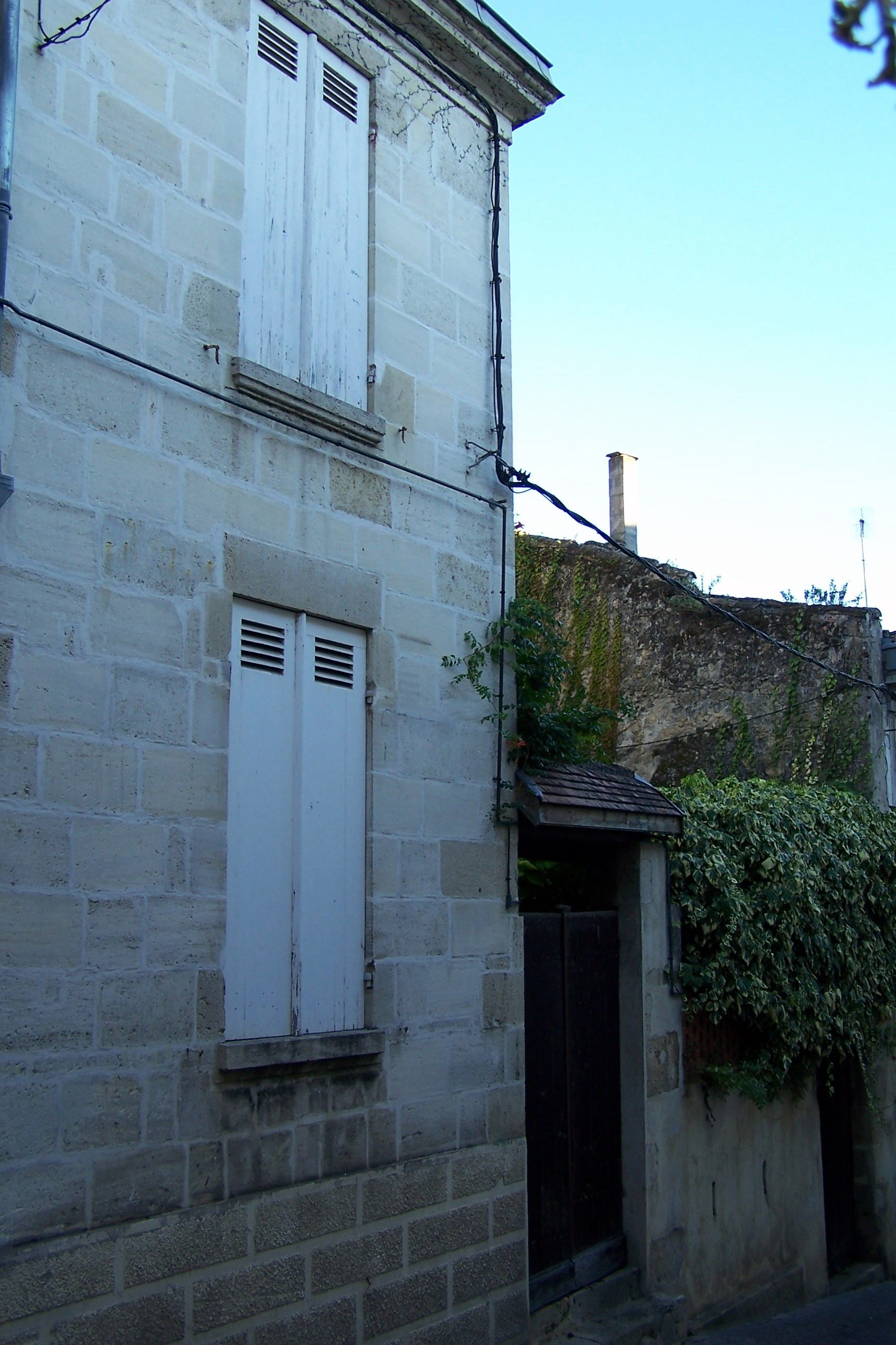
29 rue André-Bénac (sept. 2011)
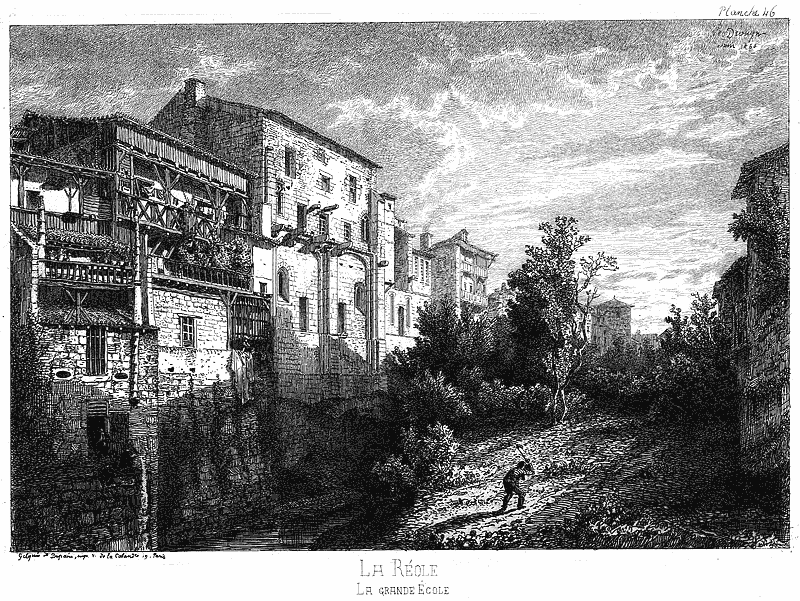
Gravure de Léo Drouyn (1861)